# Inequity by disease
Inequity by disease is een nieuwe vorm van ongelijkheid binnen de gezondheidszorg, op het niveau van de patiënt. Inequity by disease verwijst naar het fenomeen waarbij patiënten op basis van hun diagnostisch label (diagnose) toegang krijgen tot zorg, die minder of niet toegankelijk is voor patiënten met dezelfde functionele status (gelijke nood aan gezondheidszorg) maar met een andere diagnose. Kortom, wie niet de 'juiste' ziekte of aandoening heeft, heeft geen of minder toegang tot zorg. 
Een voorbeeld uit de Belgische context: patiënten met diabetes mellitus type 2 komen in aanmerking voor het Zorgtraject rond diabetes, patiënten met diabetes mellitus type 1 komen hier niet voor in aanmerking. Door het Zorgtraject krijgen patiënten met diabetes mellitus type 2 alle consultaties met de huisarts, arts-specialist, etc. volledig terugbetaald. Patiënten die gediagnosticeerd worden met diabetes mellitus type 1, en die geëxcludeerd worden in het Zorgtraject, ontvangen deze terugbetalingen niet of in mindere mate. Terwijl deze patiënten dezelfde nood aan zorg hebben, maar niet de "juiste" diagnose. 
Deze onderzoeksterm is opgemaakt door de Universiteit Gent, in samenwerking met NIVEL (Nederlands Instituut voor Onderzoek van de Gezondheidszorg). Momenteel werken zij aan een systematische literatuurstudie over dit onderwerp en een inventarisatie van voorbeelden van "inequity by disease" in verschillende Europese gezondheidszorgsystemen. 